# Dorfkirche Kreuzburg

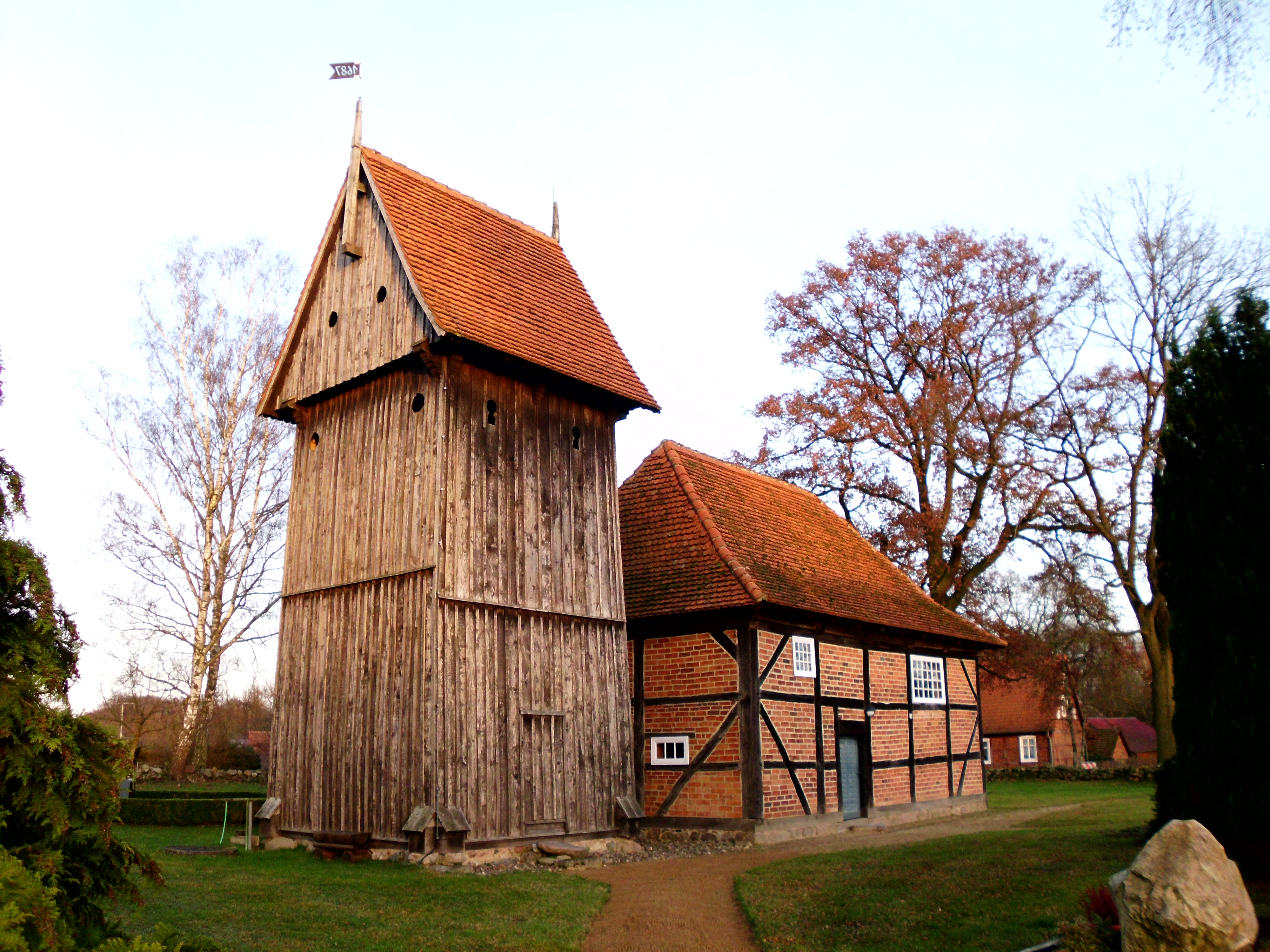
Dorfkirche Kreuzburg

Die evangelische, denkmalgeschützte Dorfkirche Kreuzburg steht in Kreuzburg, einem Dorf im Ortsteil Retzin der Gemeinde Groß Pankow im Landkreis Prignitz in Brandenburg. Die Kirche gehört zum Pfarrsprengel Seddin im Kirchenkreis Prignitz der Evangelischen Kirche Berlin-Brandenburg-schlesische Oberlausitz.

## Beschreibung
Die Fachwerkkirche wurde 1687 nach dem Dreißigjährigen Krieg erbaut. Ihr mit einem Walmdach bedecktes Langhaus hat Wände aus Holzfachwerk, deren Gefache mit Backsteinen ausgefüllt sind. Der im Westen freistehende, mit Brettern verkleidete Glockenturm, der bereits 1547 gebaut wurde, hat ein auskragendes Dachgeschoss, das mit einem Satteldach bedeckt ist.
Die Orgel mit fünf Registern, einem Manual und einem Pedal wurde 1895 von Albert Hollenbach gebaut.